# Löwenzahnsalat

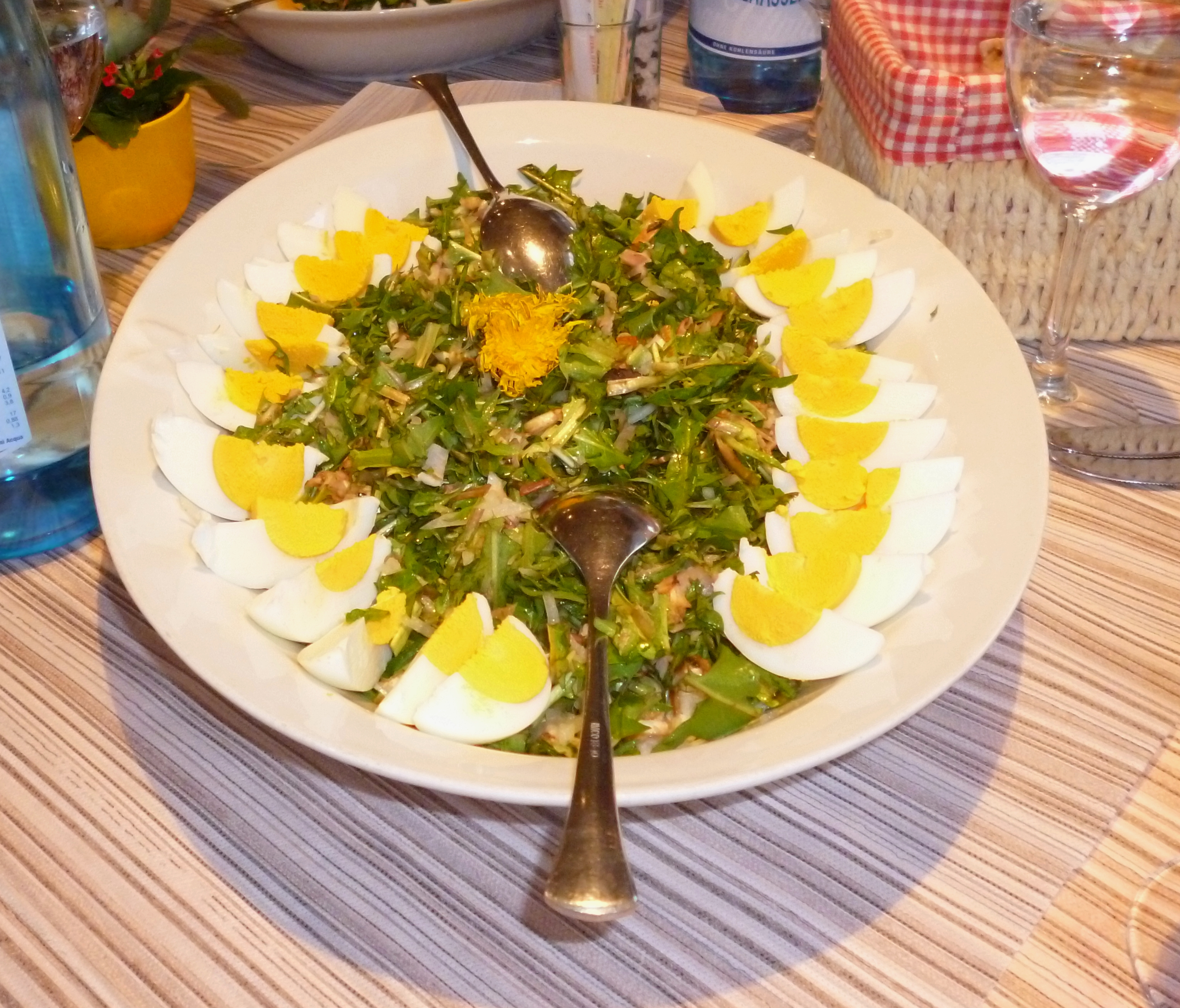
Löwenzahnsalat mit geviertelten, gekochten Eiern

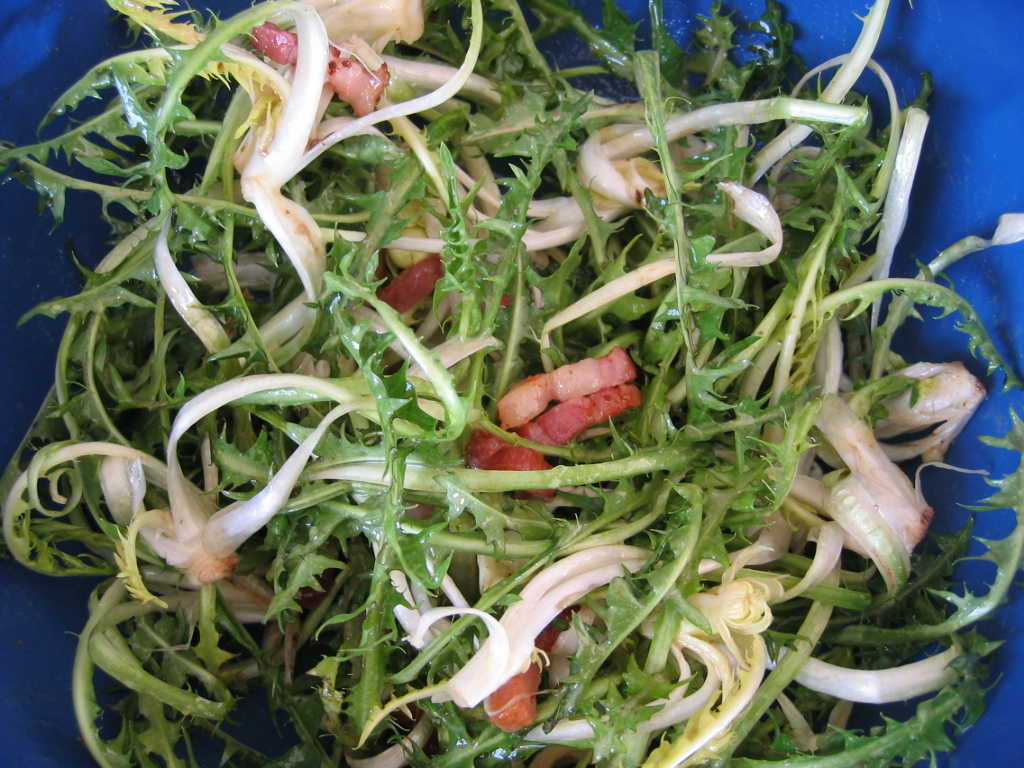
Salade de Pissenlit, deutsche Bezeichnung „Bettseichersalat“

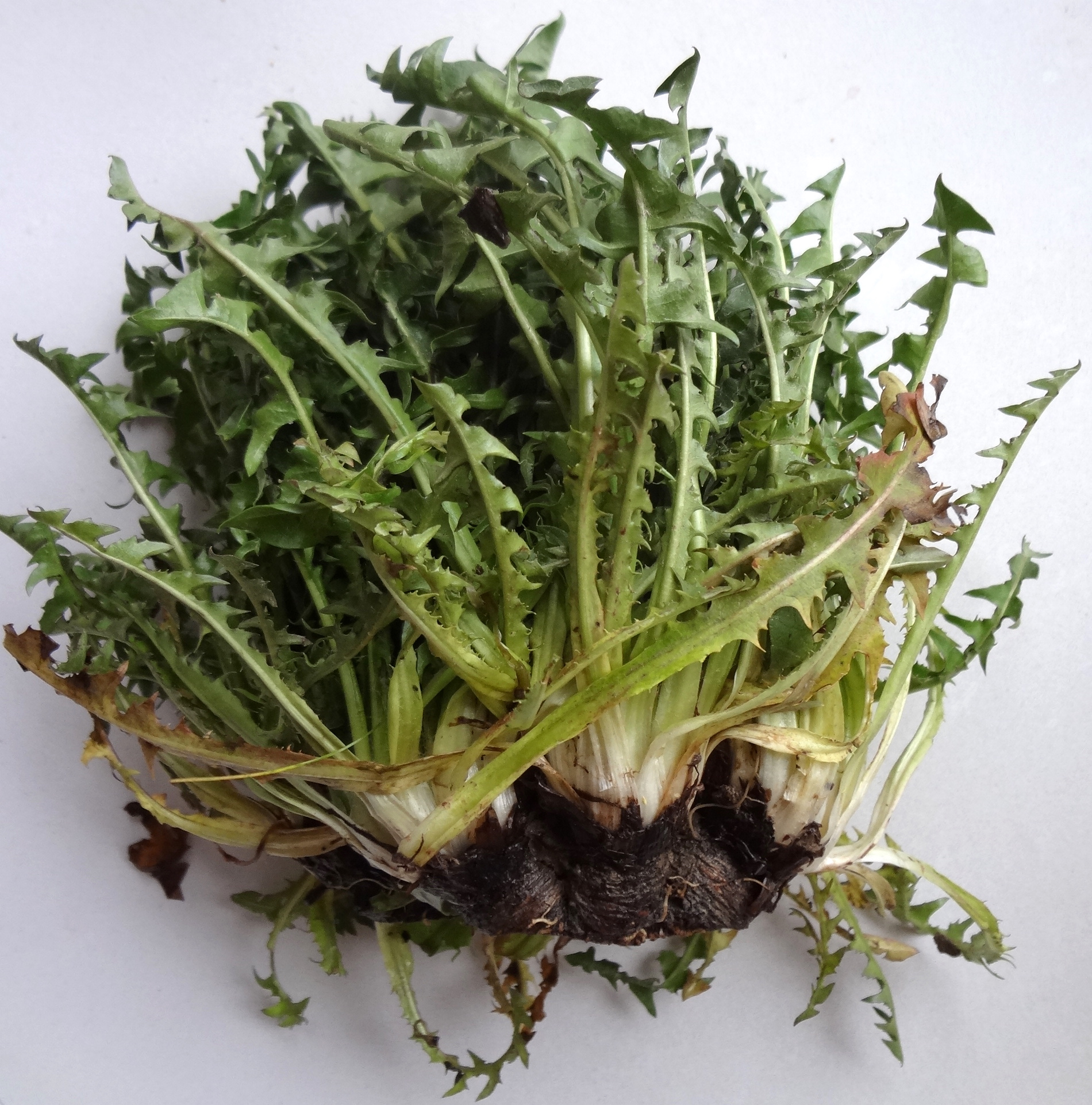
Löwenzahn-Pflanze zum Verzehr in Salaten bestimmt

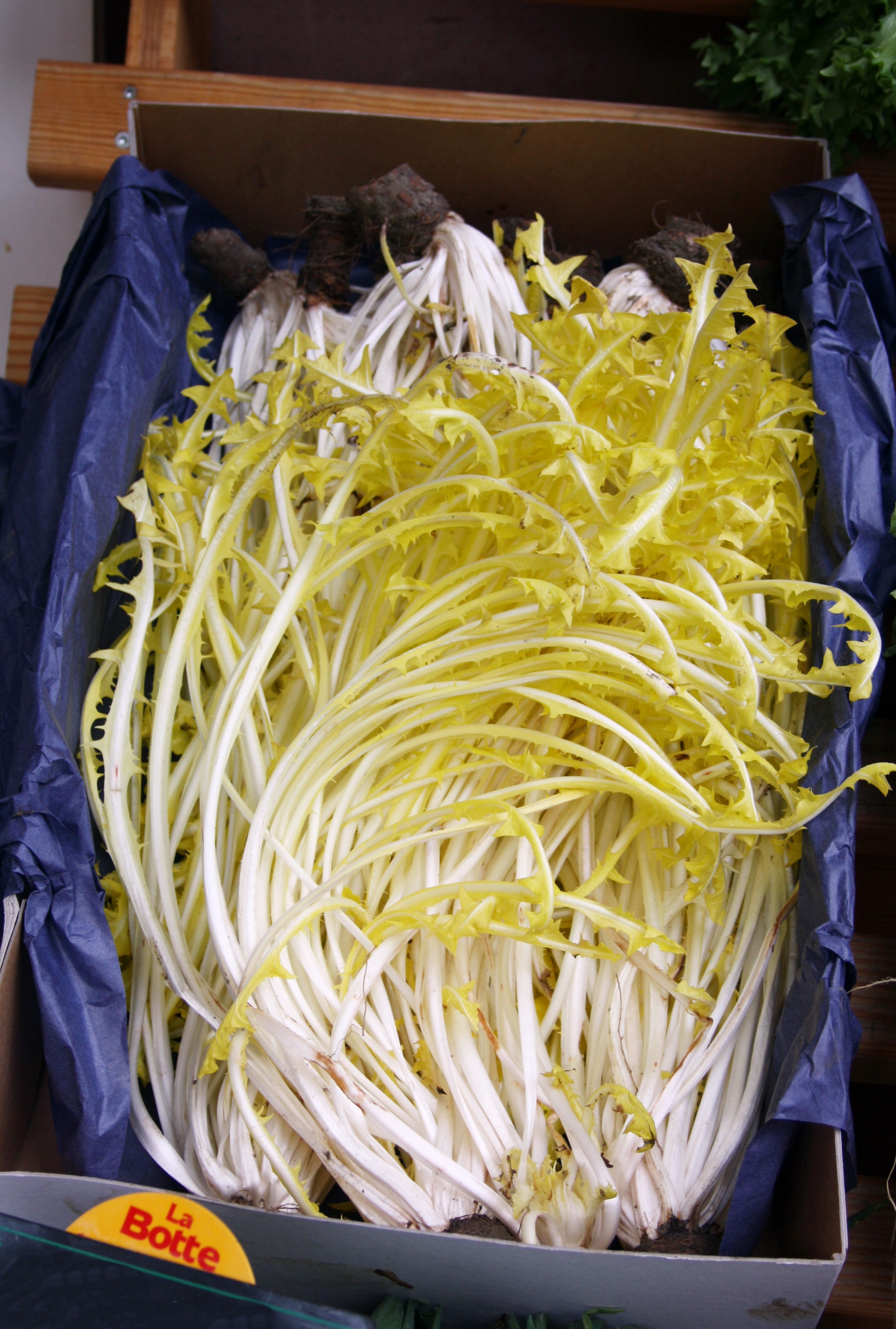
Gebleichter Löwenzahn im Gemüsegeschäft (Taraxacum sect. Ruderalia)

Löwenzahnsalat ist ein Blattsalat aus den jungen, zarten Blättern des Gewöhnlichen Löwenzahns, in Korea und Japan aus den jungen rohen Blättern des weißblühenden Löwenzahns (Taraxacum platycarpum). Der Löwenzahn zählt in der Küchensprache zum Wildgemüse, seine Blätter sind mild und leicht bitter im Geschmack und seine Wurzeln süßlich. In einigen Ländern werden dem Löwenzahnsalat traditionell würfliger Speck, Croûtons mit Knoblauchgeschmack, zerteilte hartgekochte Eier oder Walnüsse beigegeben. Er ist besonders verbreitet in Ostfrankreich (Lothringen und Elsass) sowie im Saarland. Auch beliebt ist der Salat in der Steiermark (Österreich), dort wird das Gericht Röhrlsalat genannt, mit warmen Erdäpfel (Kartoffeln) und steirischem Kürbiskernöl zubereitet, oft ergänzt mit hart gekochten Eiern und Speck.

## Zubereitung
Die besten und zartesten Blätter werden früh im Frühling geerntet, bevor die Pflanze zu blühen beginnt. Während der Blütezeit ist Löwenzahn zu bitter für den Verzehr.
Die Blätter werden kurz und gründlich gewaschen, bevor sie mit Specksauce (was ihre Bitterkeit abmildert) oder mit Essig-Öl-Kräuter-Sauce angerichtet werden. Löwenzahn wird auch mit anderen Blattsalaten gemischt. Die Wurzeln können gehackt ebenfalls zum Salat verwendet werden.
Viele Amerikaner sammeln immer noch Löwenzahn in freier Natur. Auf den Tischen der Pennsylvania Dutch war (und ist) Löwenzahn ein Herzstück an Gründonnerstag, wenn Familien auf die Felder gehen, um die Pflanze für warme Salate mit Speckdressing und Schinken zu sammeln.

## Geschichte
Löwenzahn als Medizin ist bereits aus den schriftlichen Nachlässen des Avicenna (980–1037) und der Klöster bekannt, als Lebensmittel aber erst zu Beginn des 19. Jahrhunderts, als einige schmackhafte Sorten gezogen wurden. Die Kultivierung begann im 19. Jahrhundert in Frankreich und Großbritannien, als man die Wurzeln ausgrub und in dunklen Kellern einpflanzte, um gebleichte Wurzeln zu erzielen, ähnlich den barbe de capucin.
In die Vereinigten Staaten von Amerika gelangte der Löwenzahn mit den frühen Siedlern, hier wird Löwenzahn noch im Dunklen angebaut, was zu blasseren, breiteren und nicht so bitteren Blättern wie bei der Wildform führt, die sehr jung geerntet werden muss, solange ihre Bitterkeit noch angenehm im Geschmack ist.
In Großbritannien schaffte Löwenzahnsalat es zu Beginn des 20. Jahrhunderts auf die Speisekarten einiger Restaurants, aber nicht auf die Märkte wie in den USA, wo er als „dandelion greens“ verkauft wird („dandelion“ wurde von dem französischen „dent de lion“ für „Löwenzahn“ übernommen).

## Kultur- und Wildarten von Löwenzahn
Man unterscheidet wildwachsende und kultivierte Arten. Das Wildkraut wird von November bis März auf den Feldern gesammelt und kultivierte Sorten werden angebaut, die jungen Blätter werden roh im Salat gegessen oder wie Spinat gekocht. Die Blätter der Kulturform haben gebleichte schmale, zarte und stärker gezähnte Blätter als die des wilden Löwenzahns.
Historisch gesehen wurden drei Sorten für die Küchengärten kultiviert. In den 1840ern widmete man sich der Verbesserung des wilden Löwenzahns und entwickelte bereits die drei Grundsorten, die sich alle deutlich voneinander unterscheiden.
1. Die breitblättrige Sorte pissenlit très hautif à large feuille war in den USA in warmen Salaten beliebt.
2. Die kohlartige Sorte pissenlit à cœur plein mit festem Herz war bei europäischen Gärtnern beliebt, weil sie blanchiert und teuer verkauft werden konnte.
3. Die dritte Art, Pissenlit-Mousse, ist der gekräuselten Endivie ähnlich und in Italien beliebt, nicht zu verwechseln mit dem irreführenden italienischen Handelsnamen „Löwenzahn“, der in Italien für Cicoria catalogna verwendet wird.[11]

Die Gartenbaugesellschaft New Hampshire Horticultural Society berichtete 1949, dass „kein Samen des minderwertigen koreanischen Löwenzahns mit weißen Blüten nach Amerika gebracht wurde. Stattdessen wurden Samen verbesserter amerikanischer Löwenzahnsorten für die Koreaner importiert. Unsere amerikanischen Sorten sind ihren Wildpflanzen weit überlegen“.

## Bezeichnungen und Verwechslung

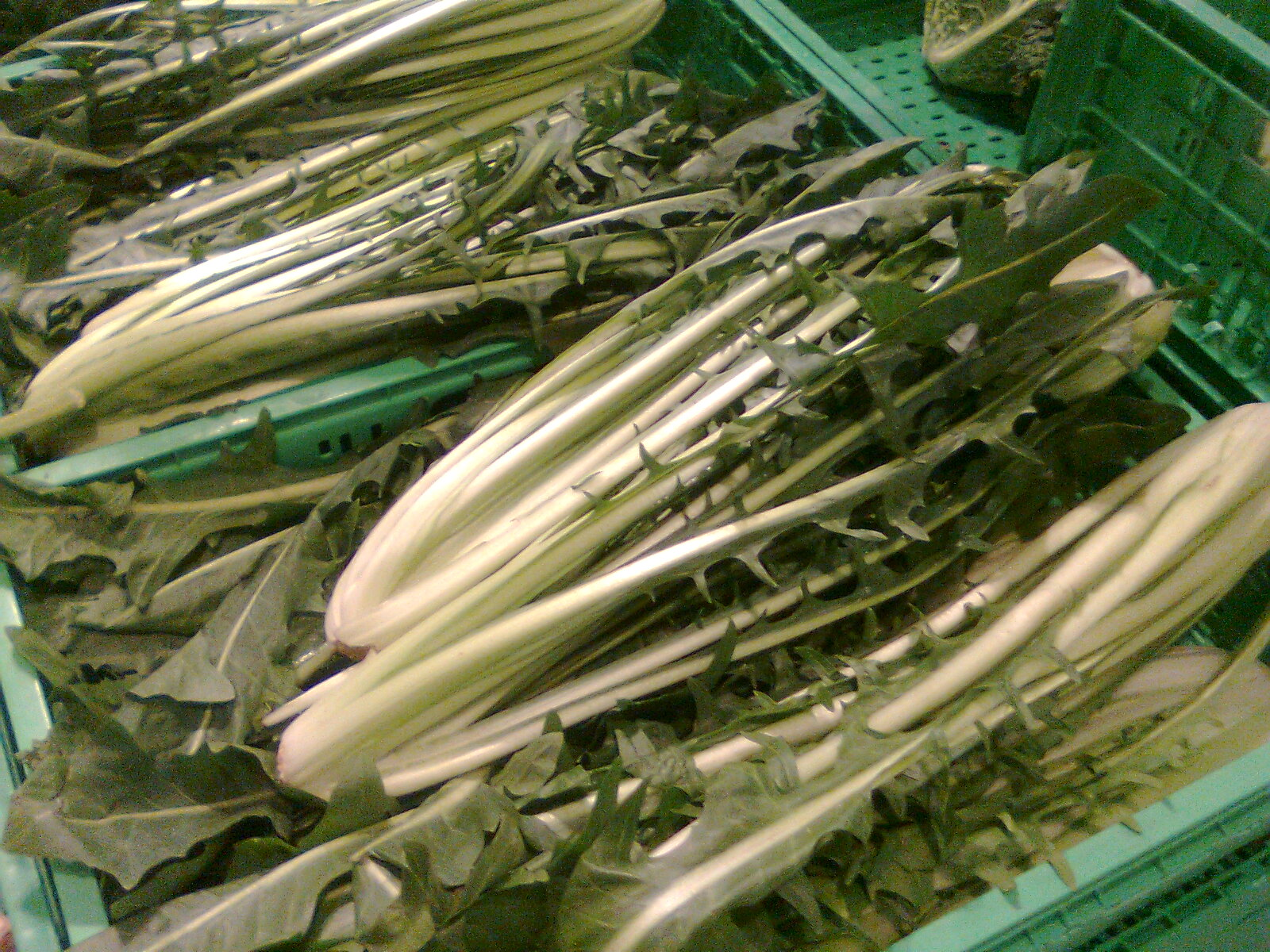
Catalogna Chicorée wird manchmal unter dem Namen Löwenzahnsalat verkauft

Dem Löwenzahn werden seit altersher gesundheitsfördernde Eigenschaften zugesprochen, unter anderem wurde er historisch als Diuretikum eingesetzt. In Frankreich heißt der Löwenzahnsalat auch salade de pissenlit (piss en lit ‚piss ins Bett‘) als Hinweis auf seine angeblich harntreibenden Eigenschaften; in elsässischen, saarländischen und pfälzischen Dialekten heißt er entsprechend „Bettseichersalat“; eine andere elsässische Bezeichnung ist Brunzblumensalat oder auch Kuhblumensalat.
Die Bezeichnung des Löwenzahns als (wilde) Zichorie ist in mehreren deutschsprachigen Regionen gebräuchlich. Otto Brunfels berichtete schon in Band 2 seines Novum herbarium 1531, dass vielerorts fälschlicherweise Cichorea (Zichorie bzw. Wegwarte) und Taraxacon (Löwenzahn) verwechselt worden seien, die Wegwarte habe jedoch blaue und der Löwenzahn gelbe Blüten. Dies liegt vermutlich daran, dass die junge Zichorie beim Austreiben dem Löwenzahn sehr ähnlich sieht und außerdem die jungen Blätter beider Pflanzen jeweils ohne Blüten verkauft werden. In Österreich heißt der Salat „Zichoriensalat“ (Zigurisalat) oder auch „Röhrlsalat“. In den Amana Colonies in den USA heißt er Ziggoriesalat; die Anbautradition wurde aus der alten Welt mitgebracht, als es in Südwestdeutschland üblich war, Beete mit Löwenzahn anzulegen. Im Frühjahr wurden die Pflanzen mit Stroh abgedeckt, um sie am Schießen zu hindern. Der Löwenzahn wird kleingeschnitten und mit hartgekochten Eiern in eine warme säuerliche Rahmsauce mit gebratenen Zwiebeln gegeben.
Manchmal wird in Restaurants und auf Märkten unter der Bezeichnung Löwenzahnsalat der Blattchicoree  „Catalogna“ angeboten, dessen junge Blätter ähnlich wie Löwenzahnblätter aussehen und schmecken, seine Blüten sind jedoch blau und nicht gelb.